# هانا با اچ
هانا با اچ (به سوئدی: Hannah med H) فیلمی محصول سال ۲۰۰۳ و به کارگردانی کریستینا اولافسون است. در این فیلم بازیگرانی همچون تاو ادفلد و یوئل کینامان ایفای نقش کرده‌اند.